# Trithemis nuptialis
Trithemis nuptialis é uma espécie de libelinha da família Libellulidae.
Pode ser encontrada nos seguintes países: Angola, Camarões, República Centro-Africana, República do Congo, República Democrática do Congo, Costa do Marfim, Guiné Equatorial, Gabão, Guiné, Libéria, Níger, Nigéria, Serra Leoa, Tanzânia, Uganda e Zâmbia.
Os seus habitats naturais são: florestas subtropicais ou tropicais húmidas de baixa altitude e rios.